# Van Chancellor
Pour les articles homonymes, voir Chancellor (homonymie).
Van Chancellor, né le 27 septembre 1943 à Louisville, Mississippi, est un entraîneur américain de basket-ball.
Après une carrière universitaire à l'université de Mississippi qu'il conduit quatorze au tournoi final de la NCAA, il rejoint en 1997 le monde professionnel pour la saison inaugurale de la WNBA. Il conduit alors son équipe, les Comets de Houston au titre, titre qu'il remporte également les trois années suivantes, obtenant au passage trois titres de coach WNBA de l'année.
En 2001, il est choisi par USA Basketball, organisme qui régit le basket-ball américain sur le domaine international, pour diriger l'équipe américaine féminine lors des championnats du monde 2002. Après le titre obtenu, il est reconduit dans ces fonctions pour les Jeux olympiques de 2004, pour un titre obtenu face à l'Australie.

## Club
- 1978-1997 : University of Mississippi
- 1997-2007 : Comets de Houston en WNBA
- Depuis 2007 : Tigers de LSU (Université d'État de Louisiane, NCAA)

## Palmarès

### Équipe des États-Unis
- Jeux olympiques d'été
  -  Médaille d'or aux Jeux olympiques de 2004
- Championnat du monde
  -  Médaille d'or aux mondiaux 2002

### Club
- Champion WNBA 1997, 1998, 1999, 2000
- 14 participations au tournoi final de la NCAA

### Distinction personnelle
- coach WNBA de l'année 1997, 1998, 1999